# Micropogonias
Micropogonias – rodzaj ryb okoniokształtnych z rodziny kulbinowatych.

## Klasyfikacja
Gatunki zaliczane do tego rodzaju:
- Micropogonias altipinnis
- Micropogonias ectenes
- Micropogonias fasciatus
- Micropogonias furnieri
- Micropogonias megalops
- Micropogonias opercularis
- Micropogonias undulatus – mikun[potrzebny przypis]

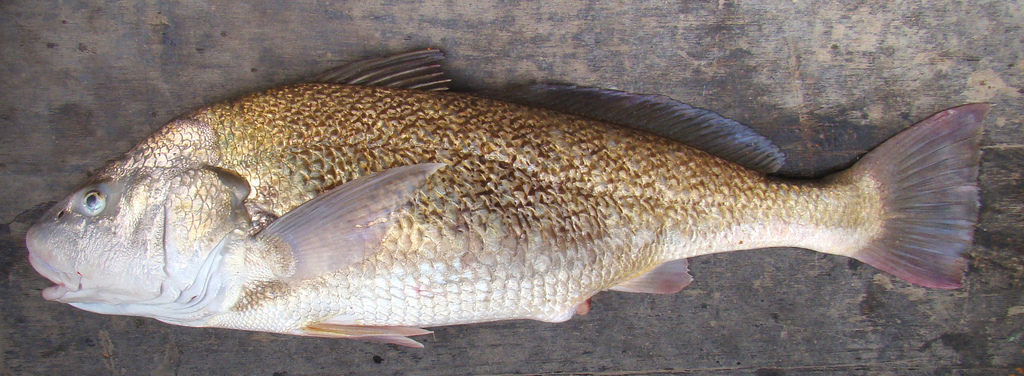
Micropogonias furnieri